# Gerd Heinrich (Historiker)

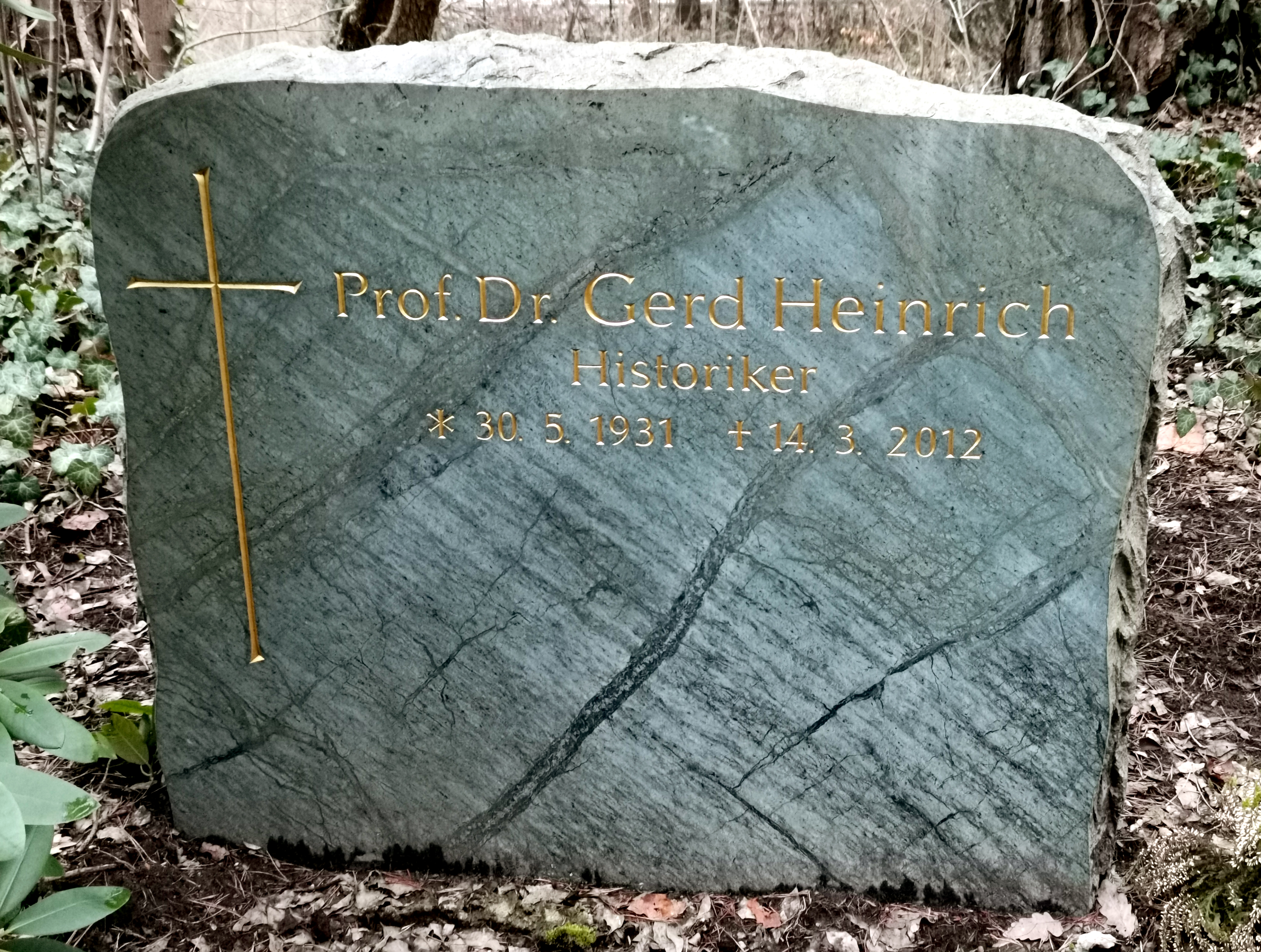
Grabstein auf dem Friedhof Berlin-Hermsdorf Frohnauer Straße

Gerd Heinrich (* 30. Mai 1931 in Berlin; † 14. März 2012 ebenda) war ein deutscher Historiker. Heinrich legte grundlegende Forschungsarbeiten zur Geschichte Berlins und Brandenburgs vor.

## Leben und Wirken
Der Vater Gerd Heinrichs war Direktor der Handels- und Gewerbeschule in Neuruppin, die Mutter Lehrerin. Heinrich hatte einen Bruder. Der Vater fiel 1944 im Zweiten Weltkrieg. Nach dem Abitur in Neuruppin studierte Heinrich ab 1949 Geschichte, Germanistik und Philosophie zuerst in Ost-Berlin an der Humboldt-Universität, wechselte aber bald an die Freie Universität Berlin in West-Berlin. Seine wichtigsten akademischen Lehrer waren Walter Schlesinger, Wilhelm Berges und Fritjoff Sielaff. 1959 wurde Heinrich mit einer landes- und verfassungsgeschichtlichen Arbeit über die Grafen von Arnstein bei Schlesinger promoviert. Ab 1962 war er an der Berliner Historischen Kommission als wissenschaftlicher Mitarbeiter und ab 1964 als Abteilungsleiter für Brandenburg tätig. Von 1968 bis 1980 war Heinrich Professor für Historische Landeskunde an der Pädagogischen Hochschule Berlin. Dort übte er von 1971 bis 1980 das Amt des Prorektors aus. Von 1980 bis zu seiner Emeritierung 1999 lehrte er als Nachfolger von Heinz Quirin als ordentlicher Professor für Historische Landeskunde an der Freien Universität Berlin. Als akademischer Lehrer betreute Heinrich erst in späten Jahren von 1991 bis 2010 Doktoranden. Dazu gehörten unter anderem Jürgen Luh (1992) und Peter Bahl (1999).
Heinrich war Autor und Mitautor zahlreicher Publikationen zur Geschichte Preußens und Brandenburgs. Schwerpunktmäßig erforschte er die Zeit vom 17. bis zum 20. Jahrhundert. Nach dem Tod von Johannes Schultze war Heinrich der einzige Historiker, der das Fach „Brandenburgische Landesgeschichte“ epochenübergreifend vertrat. Grundlegend wurden Heinrichs Studien zur Elitenforschung für die Frühe Neuzeit: Der Adel in Brandenburg-Preußen (1965) und Amtsträgerschaft und Geistlichkeit. Zur Problematik der sekundären Führungsschichten in Brandenburg-Preußen 1450–1786 (1972). Heinrich veröffentlichte 1981 das Werk Geschichte Preußens. Staat und Dynastie. Er war Herausgeber von Band 10 des Handbuchs der historischen Stätten Deutschlands Berlin und Brandenburg, des Kulturatlas Brandenburg und Mitherausgeber des Historischen Handatlas von Brandenburg und Berlin. Mit Peter Baumgart erarbeitete Heinrich zwei Bände für die Quellenedition Acta Borussica (1970, 1982) zur Behördenorganisation und allgemeinen Staatsverwaltung Preußens im 18. Jahrhundert. Eine Quellenedition zur Revolution 1848/1849 veröffentlichte er 1985. Heinrich war Hauptherausgeber des monumentalen Werks Verwaltungsgeschichte Ostdeutschlands 1815–1945. Organisation – Aufgaben – Leistungen der Verwaltung (1993) und verfasste dazu einen umfangreichen Beitrag. Heinrich gab 1999 das über 1100 Seiten umfassende Werk über Tausend Jahre Kirchengeschichte in Berlin-Brandenburg heraus. In seiner 2009 veröffentlichten Biographie Friedrichs des Großen (Friedrich II. von Preußen. Leistung und Leben eines großen Königs.) wandte er sich gegen psychologisierende Deutungen. Seine Friedrich-Biographie fand sowohl vielfältige Zustimmung als auch heftige Ablehnung. Kritisiert wurde unter anderem das zu wohlwollende Urteil über zentrale Personen und ihrer Regierungstätigkeit. Im Gegenzug machte Heinrich seine Abneigung zu den österreichischen Funktionsträgern und Maria Theresia deutlich. Heinrichs Biographie zum Preußenkönig Friedrich wurde von seinen Kritikern als hagiographisch und traditionell eingeordnet. Von 1983 bis 2011 gehörte er zum Redaktionsgremium des Jahrbuchs für Berlin-Brandenburgische Kirchengeschichte.
Im Jahr 2006 wurde er mit dem Verdienstorden des Landes Brandenburg geehrt. Heinrich war fast fünf Jahrzehnte Mitglied und ab 1990 Ehrenmitglied in der Landesgeschichtlichen Vereinigung für die Mark Brandenburg. Er war außerdem Mitglied der Brandenburgischen Historischen Kommission.
Im Jahre 2007 erlitt Heinrich einen Schlaganfall. Er starb am 14. März 2012 im Alter von achtzig Jahren im Berliner Jüdischen Krankenhaus an Nierenversagen. Heinrichs Forschungen auf dem Gebiet des brandenburgischen Adels führte sein früherer Assistent Peter-Michael Hahn fort.

## Schriften (Auswahl)
Monografien
- Die Grafen von Arnstein (= Mitteldeutsche Forschungen. Band 21). Böhlau, Köln u. a. 1961.
- Geschichte Preußens. Staat und Dynastie. Propyläen, Frankfurt u. a. 1981, ISBN 3-549-07620-7.
- Staatsdienst und Rittergut. Die Geschichte der Familie von Dewitz in Brandenburg, Mecklenburg und Pommern. Bouvier, Bonn 1990, ISBN 3-416-80647-6.
- Friedrich II. von Preußen. Leistung und Leben eines großen Königs. Duncker & Humblot, Berlin 2009, ISBN 978-3-428-12978-2.

Herausgeberschaften
- Beiträge zur Geschichte der Pädagogischen Hochschule Berlin (= Abhandlungen aus der Pädagogischen Hochschule Berlin. Band 6). Colloquium, Berlin 1980, ISBN 3-7678-0498-0.
- Ein sonderbares Licht in Teutschland. Beiträge zur Geschichte des Großen Kurfürsten von Brandenburg (1640–1688) (= Zeitschrift für Historische Forschung. Beiheft 8). Duncker & Humblot, Berlin 1990.
- Verwaltungsgeschichte Ostdeutschlands 1815–1945. Organisation – Aufgaben – Leistungen der Verwaltung. Kohlhammer, Stuttgart 1993.